# Правило Бергонье — Трибондо
Правило (закон) Бергонье — Трибондо — правило в радиобиологии, которое в первоначальной формулировке утверждало, что клетки тем чувствительнее к облучению, чем быстрее они размножаются, чем продолжительнее у них фаза митоза и чем менее они дифференцированы. Сформулировано в 1906 году Жаном Бергонье и Луи Трибондо. Позднее в правило были внесены существенные коррективы.
На основании своих наблюдений они быстро пришли к выводу, что опухолевые клетки более чувствительны к облучению, чем большинство клеток организма. Это не всегда верно — при гипоксии раковые клетки становятся менее чувствительными к ионизирующему излучению. Это объясняется тем, что посредниками между излучением и повреждением клеток выступают активные формы кислорода и свободные радикалы.
Позже было доказано, что наиболее чувствительными являются недифференцированные клетки, которые хорошо кровоснабжаются, быстро делятся и имеют активный метаболизм. В организме человека такими клетками являются гаметы, эритробласты, эпидермальные стволовые клетки и стволовые клетки желудочно-кишечного тракта. Минимальной чувствительностью обладают нейроны и мышечные клетки.
Также к чувствительным клеткам относят ооциты и лимфоциты. Причины их чувствительности не ясны.